# (12470) Pinotti
(12470) Pinotti est un astéroïde de la ceinture principale.

## Description
(12470) Pinotti est un astéroïde de la ceinture principale. Il fut découvert le 31 janvier 1997 à Cima Ekar par Maura Tombelli. Il présente une orbite caractérisée par un demi-grand axe de 2,23 UA, une excentricité de 0,23 et une inclinaison de 4,2° par rapport à l'écliptique.

## Compléments